# Paula Camús Amorós
Paula Camús Amorós (Madrid, 12 de febrer de 2002) és una jugadora de waterpolo espanyola que en l'actualitat juga al Club Natació Terrassa. Formant part de la selecció espanyola de waterpolo femení ha guanyat la medalla d'or per equips al torneig femení de waterpolo als Jocs Olímpics d'Estiu de 2024

## Trajectòria
Paula inicia la seva carrera en les categories d'infantil i cadet al Club Encinas Boadilla, la temporada 2014-2015, i la temporada 2017-2018 passa a formar part de Club Deportivo Natación Boadilla. La temporada 2020-2021 s'integra al Club Natació Terrassa, club en el qual està competint en l'actualitat en la posició de boia a la divisió d'honor de waterpolo.
El 2023 va ser subcampiona davant dels Països Baixos amb la selecció espanyola, al Campionat del Món de Natació de Fukuoka L'equip de waterpolo femení espanyol és el que ha tingut uns majors resultats en les competicions esportives en la darrera dècada. La seva carrera ha tingut una gran projecció en els darrers anys, formant part de l'equip espanyol de waterpolo als Jocs Olímpics d'Estiu de 2024, amb el qual ha guanyat la medalla d'or.

## Palmarès
Selecció espanyola
- 1 medalla d'or als Jocs Olímpics de Paris 2024
- 1 medalla de bronze al Campionat del Món de waterpolo: 2024
- 1 medalla de plata Campionat del Món de waterpolo: 2023
- 1 medalla d'argent al Campionat d'Europa de waterpolo femení 2024
- 1 medalla d'or al Campionat d'Europa de waterpolo femení: 2023
- 1 medalla d'or a la Lliga Mundial de Natació: 2022